# بين هولبرووك
بين هولبرووك (بالإنجليزية: Ben Holbrook)‏ هو مجدف أمريكي، ولد في 20 أبريل 1974 في برينستون في الولايات المتحدة.

## وصلات خارجية
- بين هولبرووك على موقع الاتحاد الدولي للتجديف (الإنجليزية)
- بين هولبرووك على موقع اللجنة الأولمبية الدولية (الإنجليزية)
- بين هولبرووك على موقع أوليمبيديا (الإنجليزية)